# Tour des Alpes-Maritimes et du Var 2023
55. ročník etapového cyklistického závodu Tour des Alpes-Maritimes et du Var se konal mezi 17. a 19. únorem 2023 ve francouzských departementech Alpes-Maritimes a Var. Celkovým vítězem se stal Francouz Kévin Vauquelin z týmu Arkéa–Samsic. Na druhém a třetím místě se umístili Francouz Aurélien Paret-Peintre (AG2R Citroën Team) a Američan Neilson Powless (EF Education–EasyPost). Závod byl součástí UCI Europe Tour 2023 na úrovni 2.1.

## Týmy
Závodu se zúčastnilo 7 z 18 UCI WorldTeamů, 4 UCI ProTeamy a 7 UCI Continental týmů. Všechny týmy nastoupily na start se sedmi závodníky, závod tak odstartovalo 140 jezdců. Do cíle ve Vence dojelo 100 z nich.
UCI WorldTeamy
- AG2R Citroën Team
- Arkéa–Samsic
- Cofidis
- EF Education–EasyPost
- Groupama–FDJ
- Team DSM
- Trek–Segafredo

UCI ProTeamy
- Bingoal WB
- Q36.5 Pro Cycling Team
- Team TotalEnergies
- Uno-X Pro Cycling Team

UCI Continental týmy
- Astana Qazaqstan Development Team
- CIC U Nantes Atlantique
- Go Sport–Roubaix–Lille Métropole
- Leopard TOGT Pro Cycling
- Lotto–Dstny Development Team
- Nice Métropole Côte d'Azur
- St. Michel–Mavic–Auber93

## Trasa a etapy
| Etapa         | Datum         | Trasa                          | Vzdálenost | Typ       | Typ           | Vítěz                          |
| ------------- | ------------- | ------------------------------ | ---------- | --------- | ------------- | ------------------------------ |
| 1             | 17. února     | Saint-Raphaël – Ramatuelle     | 187,04 km  |           | Zvlněná etapa | Kévin Vauquelin (FRA)          |
| 2             | 18. února     | Mandelieu – Azur Arena Antibes | 178,9 km   |           | Zvlněná etapa | Mattias Skjelmose Jensen (DEN) |
| 3             | 19. února     | Villefranche-sur-Mer – Vence   | 131,3 km   |           | Horská etapa  | Aurélien Paret-Peintre (FRA)   |
| Celková délka | Celková délka | Celková délka                  | 497,24 km  | 497,24 km | 497,24 km     | 497,24 km                      |

## Průběžné pořadí
| Etapa          | Vítěz                  | Celkové pořadí  | Bodovací soutěž   | Vrchařská soutěž   | Soutěž mladých jezdců | Soutěž týmů  | Cena bojovnosti    |
| -------------- | ---------------------- | --------------- | ----------------- | ------------------ | --------------------- | ------------ | ------------------ |
| 1              | Kévin Vauquelin        | Kévin Vauquelin | Kévin Vauquelin   | Julien Bernard     | Kévin Vauquelin       | Arkéa–Samsic | Maël Guégan        |
| 2              | Mattias Skjelmose      | Kévin Vauquelin | Mattias Skjelmose | Mathieu Burgaudeau | Kévin Vauquelin       | Groupama–FDJ | Mathieu Burgaudeau |
| 3              | Aurélien Paret-Peintre | Kévin Vauquelin | Mattias Skjelmose | David Gaudu        | Kévin Vauquelin       | Groupama–FDJ | Romain Grégoire    |
| Konečné pořadí | Konečné pořadí         | Kévin Vauquelin | Mattias Skjelmose | David Gaudu        | Kévin Vauquelin       | Groupama–FDJ | neuděleno          |

- Ve 2. etapě nosil Jean-Louis Le Ny, jenž byl druhý v bodovací soutěži, zelený dres, neboť lídr této klasifikace Kévin Vauquelin nosil žlutý dres pro lídra celkového pořadí. Ze stejného důvodu nosil Mattias Skjelmose Jensen bílý dres lídra soutěže mladých jezdců.
- Ve 3. etapě nosil Andrea Piccolo, jenž byl třetí v soutěži mladých jezdců, bílý dres, neboť lídr této klasifikace Kévin Vauquelin nosil žlutý dres pro lídra celkového pořadí a druhý závodník této klasifikace Mattias Skjelmose Jensen nosil zelený dres lídra bodovací soutěže.

## Konečné pořadí
| Legenda | Legenda                         | Legenda | Legenda                               |
| ------- | ------------------------------- | ------- | ------------------------------------- |
|         | Označuje lídra celkového pořadí |         | Označuje lídra vrchařské soutěže      |
|         | Označuje lídra bodovací soutěže |         | Označuje lídra soutěže mladých jezdců |

### Celkové pořadí
| Pořadí | Jezdec                         | Tým                    | Čas         |
| ------ | ------------------------------ | ---------------------- | ----------- |
| 1      | Kévin Vauquelin (FRA)          | Arkéa–Samsic           | 11h 37' 58" |
| 2      | Aurélien Paret-Peintre (FRA)   | AG2R Citroën Team      | + 7"        |
| 3      | Neilson Powless (USA)          | EF Education–EasyPost  | + 10"       |
| 4      | Kevin Geniets (LUX)            | Groupama–FDJ           | + 19"       |
| 5      | Mattias Skjelmose Jensen (DEN) | Trek–Segafredo         | + 26"       |
| 6      | Felix Gall (AUT)               | AG2R Citroën Team      | + 42"       |
| 7      | David Gaudu (FRA)              | Groupama–FDJ           | + 43"       |
| 8      | Romain Bardet (FRA)            | Team DSM               | + 44"       |
| 9      | Anthony Perez (FRA)            | Cofidis                | + 44"       |
| 10     | Torstein Træen (NOR)           | Uno-X Pro Cycling Team | + 44"       |

### Bodovací soutěž
| Pořadí | Jezdec                           | Tým                        | Body |
| ------ | -------------------------------- | -------------------------- | ---- |
| 1      | Mattias Skjelmose Jensen (DEN)   | Trek–Segafredo             | 30   |
| 2      | Aurélien Paret-Peintre (FRA)     | AG2R Citroën Team          | 24   |
| 3      | Kévin Vauquelin (FRA)            | Arkéa–Samsic               | 24   |
| 4      | Neilson Powless (USA)            | EF Education–EasyPost      | 22   |
| 5      | Jean-Louis Le Ny (FRA)           | Nice Métropole Côte d'Azur | 10   |
| 6      | Julien Bernard (FRA)             | Trek–Segafredo             | 8    |
| 7      | Bryan Coquard (FRA)              | Cofidis                    | 6    |
| 8      | Kevin Geniets (LUX)              | Groupama–FDJ               | 6    |
| 9      | Mads Østergaard Kristensen (DEN) | Leopard TOGT Pro Cycling   | 6    |
| 10     | Felix Gall (AUT)                 | AG2R Citroën Team          | 4    |

### Vrchařská soutěž
| Pořadí | Jezdec                           | Tým                   | Body |
| ------ | -------------------------------- | --------------------- | ---- |
| 1      | David Gaudu (FRA)                | Groupama–FDJ          | 34   |
| 2      | Romain Bardet (FRA)              | Team DSM              | 18   |
| 3      | Romain Grégoire (FRA)            | Groupama–FDJ          | 16   |
| 4      | Aurélien Paret-Peintre (FRA)     | AG2R Citroën Team     | 16   |
| 5      | Mathieu Burgaudeau (FRA)         | Team TotalEnergies    | 12   |
| 6      | Marco Brenner (GER)              | Team DSM              | 12   |
| 7      | Julien Bernard (FRA)             | Trek–Segafredo        | 10   |
| 8      | Hugh Carthy (GBR)                | EF Education–EasyPost | 10   |
| 9      | Jefferson Alexander Cepeda (ECU) | EF Education–EasyPost | 10   |
| 10     | Victor Lafay (FRA)               | Cofidis               | 8    |

### Soutěž mladých jezdců
| Pořadí | Jezdec                         | Tým                               | Čas         |
| ------ | ------------------------------ | --------------------------------- | ----------- |
| 1      | Kévin Vauquelin (FRA)          | Arkéa–Samsic                      | 11h 37' 58" |
| 2      | Mattias Skjelmose Jensen (DEN) | Trek–Segafredo                    | + 26"       |
| 3      | Romain Grégoire (FRA)          | Groupama–FDJ                      | + 1' 29"    |
| 4      | Lennert Van Eetvelt (BEL)      | Lotto–Dstny Development Team      | + 1' 29"    |
| 5      | Thomas Gachignard (FRA)        | St. Michel–Mavic–Auber93          | + 1' 38"    |
| 6      | Max Poole (GBR)                | Team DSM                          | + 8' 30"    |
| 7      | Jordan Jegat (FRA)             | CIC U Nantes Atlantique           | + 10' 00"   |
| 8      | Harold Martín López (ECU)      | Astana Qazaqstan Development Team | + 10' 00"   |
| 9      | Bastien Tronchon (FRA)         | AG2R Citroën Team                 | + 11' 41"   |
| 10     | Martin Urianstad (NOR)         | Uno-X Pro Cycling Team            | + 12' 24"   |

### Soutěž týmů
| Pořadí | Tým                    | Čas         |
| ------ | ---------------------- | ----------- |
| 1      | Groupama–FDJ           | 34h 55' 49" |
| 2      | AG2R Citroën Team      | + 50"       |
| 3      | Trek–Segafredo         | + 2' 55"    |
| 4      | EF Education–EasyPost  | + 7' 25"    |
| 5      | Cofidis                | + 9' 29"    |
| 6      | Uno-X Pro Cycling Team | + 13' 30"   |
| 7      | Arkéa–Samsic           | + 14' 57"   |
| 8      | Team DSM               | + 16' 51"   |
| 9      | Team TotalEnergies     | + 19' 20"   |
| 10     | Bingoal WB             | + 19' 34"   |